# Lijst van voetbalinterlands China - Servië
Deze lijst van voetbalinterlands is een overzicht van alle officiële voetbalwedstrijden tussen de nationale teams van China en Servië. De landen speelden tot op heden een keer tegen elkaar. Dat was een vriendschappelijk duel gespeeld op 10 november 2017 in Guangzhou.

## Wedstrijden
| № | Plaats    | Datum            | Competitie        | Wedstrijd      | Uitslag |
| - | --------- | ---------------- | ----------------- | -------------- | ------- |
| 1 | Guangzhou | 10 november 2017 | Vriendschappelijk | China – Servië | 0 – 2   |

## Samenvatting
| Competitie        | Totaal gespeeld | Winst China | Gelijk | Winst Servië | Doelsaldo China – Servië |
| ----------------- | --------------- | ----------- | ------ | ------------ | ------------------------ |
| Vriendschappelijk | 1               | 0           | 0      | 1            | 0 − 2                    |
| Totaal            | 1               | 0           | 0      | 1            | 0 − 2                    |

Wedstrijden bepaald door strafschoppen worden, in lijn met de FIFA, als een gelijkspel gerekend.

## Details

### Eerste ontmoeting
| Vriendschappelijk (Guangzhou, China, 10 november 2017): |       |                                         |
| China | 0 – 2 | Servië                                  |
| | goals | 20' Adem Ljajić 70' Aleksandar Mitrović |
| - Debuut van Miloš Veljković (Werder Bremen) en Sergej Milinković-Savić (Lazio Roma) voor Servië. - Eerste duel van Servië onder leiding van interim-bondscoach Mladen Krstajić. |       |                                         |